# 2018 en boxe anglaise
| Années de la boxe anglaise : 2015 - 2016 - 2017 - 2018 - 2019 - 2020 - 2021    |
| Décennies de la boxe anglaise : 1980 - 1990 - 2000 - 2010 - 2020 - 2030 - 2040 |

Résumé de l'année 2018 en boxe anglaise.

## Boxe professionnelle

### Janvier
- 20/01/18 : Robert Easter Jr. (21-0, 14 KO), champion IBF poids légers, bat aux points Javier Fortuna (33-2-3, 23 KO).
- 20/01/18 : Errol Spence Jr. (23-0, 20 KO), champion IBF poids welters, bat par abandon au 7e round Lamont Peterson (35-4-1, 17 KO).
- 27/01/18 : Oleksandr Usyk (14-0, 11 KO), champion WBO poids lourds-légers, bat aux points Mairis Briedis (23-1, 18 KO), champion WBC.
- 27/01/18 : Jorge Linares (44-3, 27 KO), champion WBA poids légers, bat aux points Mercito Gesta (31-2-2, 17 KO).

### Février
- 03/02/18 : Murat Gassiev (26-0, 19 KO), champion IBF poids lourds-légers, bat par arrêt de l'arbitre au 12e round Yunier Dorticos (22-1, 21 KO) et s'empare du titre WBA.
- 03/02/18 : Gilberto Ramírez (37-0, 25 KO), champion WBO poids super-moyens, bat par arrêt de l'arbitre au 6e round Habib Ahmed (25-1-1, 17 KO).
- 03/02/18 : Jerwin Ancajas (29-1-1, 20 KO), champion IBF poids super-mouches, bat par arrêt de l'arbitre au 10e round Israël Gonzalez (21-2, 8 KO).
- 10/02/18 : Miguel Berchelt (32-1, 29 KO), champion WBC poids super-plumes, bat par arrêt de l'arbitre au 3e round Maxwell Awuku (44-4-1, 30 KO).
- 16/02/18 : Raymundo Beltrán (35-7-1, 21 KO) bat aux points Paulus Moses (40-4, 25 KO) et s'empare du titre vacant de  champion WBO poids légers.
- 17/02/18 : George Groves (28-3, 20 KO), champion WBA poids super-moyens bat aux points Chris Eubank, Jr. (26-2, 20 KO).
- 17/02/18 : David Benavidez (20-0, 17 KO), champion WBC poids super-moyens bat aux points Ronald Gavril (18-3, 14 KO).
- 24/02/18 : Artem Dalakian (16-0, 11 KO) bat aux points Brian Viloria (38-6, 23 KO) et s'empare du titre vacant de  champion WBA poids mouches.
- 24/02/18 : Donnie Nietes (41-1-4, 23 KO), champion IBF poids mouches, bat par KO au 7e round Juan Carlos Reveco (39-4, 19 KO).
- 24/02/18 : Srisaket Sor Rungvisai (45-4-1, 40 KO), champion WBC poids super-mouches, bat aux points Juan Francisco Estrada (36-3, 25 KO).
- 28/02/18 : Daniel Román (24-2-1, 9 KO) bat aux points Ryo Matsumoto (21-2, 19 KO) pour le titre de champion WBA poids super-coqs.

### Mars
- 01/03/18 : Ryosuke Iwasa (25-2, 16 KO), champion IBF poids super-coqs, bat aux points Ernesto Saulong (21-3-1, 8 KO).
- 03/03/18 : Deontay Wilder (40-0, 39 KO), champion WBC poids lourds, bat par KO au 10e round Luis Ortiz (28-1, 24 KO).
- 03/03/18 : Sergey Kovalev (32-2-1, 28 KO), champion WBO poids mi-lourds, bat par arrêt de l'arbitre au 7e round Igor Mikhalkin (21-2, 9 KO).
- 03/03/18 : Dmitry Bivol (13-0, 11 KO), champion WBA poids mi-lourds, bat par arrêt de l'arbitre au 12e round Sullivan Barrera (21-1, 14 KO).
- 06/03/18 : Thammanoon Niyomtrong (17-0, 7 KO), champion WBA poids pailles, bat aux points Toto Landero (10-2-2, 2 KO).
- 10/03/18 : Rances Barthelemy (26-1, 13 KO) perd aux points contre Kiryl Relikh (22-2, 19 KO) pour le compte du titre vacant de champion WBA poids super-légers.
- 10/03/18 : Óscar Valdez (24-0, 19 KO), champion WBO poids plumes, bat aux points Scott Quigg (34-2-2, 25 KO).
- 10/03/18 : Sergey Lipinets (13-1, 10 KO), champion IBF poids super-légers, perd aux points contre Mikey Garcia (38-0, 30 KO).
- 17/03/18 : José Carlos Ramírez (22-0, 16 KO) bat aux points Amir Imam (21-2, 18 KO) et s'empare du titre vacant de champion WBC poids super-légers.
- 31/03/18 : Ryan Burnett (19-0, 9 KO), champion WBA poids coqs, bat aux points Yonfrez Parejo (21-3-1, 10 KO).
- 31/03/18 : Anthony Joshua (21-0, 20 KO), champion WBA et IBF poids lourds, bat aux points Joseph Parker (24-1, 18 KO), champion WBO.

### Avril
- 07/04/18 : Caleb Truax (29-4-2, 18 KO), champion IBF poids super-moyens, perd sa ceinture aux points contre James DeGale (24-2-1, 14 KO).
- 07/04/18 : Erislandy Lara (25-3-2, 14 KO), champion WBA poids super-welters, perd aux points contre Jarrett Hurd (22-0, 15 KO) champion IBF.
- 15/04/18 : Daigo Higa (15-1, 15 KO), champion WBC poids mouches perd par arrêt de l’arbitre au 9e round contre Cristofer Rosales (27-3, 18 KO).
- 21/04/18 : Zolani Tete (27-3, 21 KO), champion WBO poids coqs, bat aux points Omar Andres Narvaez (48-3-2, 25 KO).
- 28/04/18 : Jessie Magdaleno (25-1, 18 KO), champion WBO poids super-coqs perd par arrêt de l’arbitre au 11e round contre Isaac Dogboe (19-0, 13 KO).

### Mai
- 02/05/18 : Chayaphon Moonsri (50-0, 18 KO), champion WBC poids pailles, bat par KO au 5e round Leroy Estrada (16-3, 6 KO).
- 05/05/18 : Emmanuel Rodriguez (18-0, 12 KO) bat aux points Paul Butler (26-2, 14 KO) pour le titre vacant de champion IBF poids coqs.
- 05/05/18 : Gennady Golovkin (38-0-1, 34 KO), champion WBA, WBC et IBF poids moyens, bat par KO au 2e round Vanes Martirosyan (36-4-1, 21 KO).
- 12/05/18 : Sadam Ali (26-2, 14 KO), champion WBO poids super-welters, perd par arrêt de l'arbitre au 4e round contre Jaime Munguia (29-0, 25 KO).
- 12/05/18 : Jorge Linares (44-4, 27 KO), champion WBA poids légers, perd par KO au 10e round face à Vasyl Lomachenko (11-1, 9 KO).
- 12/05/18 : Rey Vargas (32-0, 22 KO), champion WBC poids super-coqs, bat aux points Azat Hovhannisyan (14-3, 11 KO).
- 19/05/18 : Adonis Stevenson (29-1-1, 24 KO), champion WBC poids mi-lourds, fait match nul contre Badou Jack (22-1-3, 13 KO).
- 19/05/18 : Lee Selby (26-2, 9 KO), champion IBF poids plumes, perd aux points contre Josh Warrington (27-0, 6 KO).
- 19/05/18 : Gary Russell Jr (29-1, 17 KO), champion WBC poids plumes, bat aux points Joseph Diaz (26-1, 14 KO).
- 20/05/18 : Ryoichi Taguchi (27-3-2, 12 KO), champion WBA et IBF poids mi-mouches, perd aux points contre Hekkie Budler (32-3, 10 KO).
- 25/05/18 : Ken Shiro (13-0, 7 KO), champion WBC poids mi-mouches, bat par KO au 2e round Ganigan López (34-8, 9 KO).
- 26/05/18 : Khalid Yafai (24-0, 15 KO), champion WBA poids super-mouches, bat par abandon au 7e round David Carmona (21-6-5, 9 KO).
- 26/05/18 : Jerwin Ancajas (30-1-1, 20 KO), champion IBF poids super-mouches, bat aux points Jonas Sultan (14-4, 9 KO).

### Juin
- 09/06/18 : Terry Flanagan (33-1, 13 KO), champion WBO poids super-légers, perd aux points contre Maurice Hooker (24-0-3, 16 KO).
- 09/06/18 : Leo Santa Cruz (35-1-1, 19 KO), champion WBA poids plumes, bat aux points Abner Mares (31-3-1, 13 KO).
- 09/06/18 : Jermell Charlo (31-0, 15 KO), champion WBC poids super-welters, bat aux points Austin Trout (31-5, 17 KO).
- 09/06/18 : Jeff Horn (18-1-1, 12 KO), champion WBO poids welters, perd par arrêt de l'arbitre au 9e round contre Terence Crawford (33-0, 24 KO).
- 16/06/18 : Ángel Acosta (18-1, 18 KO), champion WBO poids mi-mouches, bat par arrêt de l'arbitre au 12e round Carlos Buitrago (30-4-1, 17 KO).
- 16/06/18 : Daniel Román (25-2-1, 9 KO), champion WBA poids super-coqs, bat aux points Moises Flores (25-1, 17 KO).
- 16/06/18 : Errol Spence Jr. (24-0, 21 KO), champion IBF poids welters, bat par KO au 1er round Carlos Ocampo (22-1, 13 KO).
- 17/06/18 : Artem Dalakian (17-0, 12 KO), champion WBA poids mouches, bat par arrêt de l'arbitre au 8e round Sirichai Thaiyen (50-4, 35 KO).
- 23/06/18 : Miguel Berchelt (34-1, 30 KO), champion WBC poids super-plumes, bat par arrêt de l'arbitre au 3e round Jonathan Victor Barros (41-6-1, 22 KO).
- 30/06/18 : Gilberto Ramirez (38-0, 25 KO), champion WBO poids super-moyens, bat aux points Roamer Alexis Angulo (23-1, 20 KO).

### Juillet
- 13/07/18 : Ryuya Yamanaka (16-3, 5 KO), champion WBO poids pailles, perd aux points contre Vic Saludar (18-3, 10 KO).
- 15/07/18 : Moruti Mthalane (36-2, 24 KO) bat aux points Muhammad Waseem (8-1, 6 KO) et s'empare du titre de champion IBF poids mouches.
- 21/07/18 : Murat Gassiev (26-1, 19 KO), champion WBA & IBF poids lourds-légers, s'incline aux points contre Oleksandr Usyk (15-0, 11 KO), champion WBC & WBO.
- 21/07/18 : Jaime Munguia (30-0, 25 KO), champion WBO poids super-welters, bat aux points Liam Smith (26-2-1, 14 KO).
- 21/07/18 : Alberto Machado (20-0, 16 KO), champion WBA poids super-plumes, bat aux points Rafael Mensah (31-1, 23 KO).
- 27/07/18 : Sho Kimura (17-1-2, 10 KO), champion WBO poids mouches, bat par KO au 6e round Froilan Saludar (28-3-1, 19 KO).
- 27/07/18 : Thammanoon Niyomtrong (18-0, 7 KO), champion WBA poids pailles, bat aux points Chaozhong Xiong (27-8-1, 14 KO).
- 28/07/18 : Masayuki Ito (24-1-1, 12 KO) bat aux points Christopher Diaz (23-1, 15 KO) pour le titre vacant de champion WBO poids super-plumes.
- 28/07/18 : Mikey Garcia (39-0, 30 KO), champion WBC poids légers, bat aux points Robert Easter Jr. (21-1, 14 KO), champion IBF.

### Août
- 03/08/18 : Billy Dib (43-5, 24 KO) perd aux points contre Tevin Farmer (26-4-1, 5 KO) pour le titre vacant de champion IBF poids super-plumes.
- 04/08/18 : Sergey Kovalev (32-3-1, 28 KO), champion WBO poids mi-lourds, perd par KO au 7e round face à Eleider Álvarez (24-0, 12 KO).
- 04/08/18 : Dmitry Bivol (14-0, 11 KO), champion WBA poids mi-lourds, bat aux points Isaac Chilemba (25-6-2, 10 KO).
- 16/08/18 : Ryosuke Iwasa (25-3, 16 KO), champion IBF poids super-coqs, s'incline aux points contre TJ Doheny (20-0, 14 KO).
- 18/08/18 : Cristofer Rosales (28-3, 19 KO), champion WBC poids mouches, bat par KO au 4e round Paddy Barnes (5-1, 1 KO).
- 25/08/18 : Raymundo Beltrán (35-8-1, 21 KO), champion WBO poids légers, s'incline aux points contre José Pedraza (25-1, 12 KO).
- 25/08/18 : Isaac Dogboe (20-0, 14 KO), champion WBO poids super-coqs, bat par arrêt de l’arbitre au 1er round Hidenori Otake (31-3-3, 14 KO).
- 29/08/18 : Chayaphon Moonsri (51-0, 18 KO), champion WBC poids pailles, bat aux points Pedro Taduran (12-2, 9 KO).

### Septembre
- 09/09/18 : Donnie Nietes (41-1-5, 23 KO) et Aston Palicte (24-2-1, 20 KO) font match nul pour le titre vacant de champion WBO poids légers.
- 09/09/18 : Danny Garcia (34-2, 20 KO) perd aux points contre Shawn Porter (29-2-1, 17 KO) pour le titre vacant de champion WBC poids welters.
- 14/09/18 : José Carlos Ramírez (27-0, 16 KO), champion WBC poids super-légers, bat aux points Antonio Orozco (27-1, 17 KO).
- 15/09/18 : Jaime Munguia (31-0, 26 KO), champion WBO poids super-welters, bat par arrêt de l'arbitre au 3e round Brandon Cook (20-2, 13 KO).
- 15/09/18 : Gennady Golovkin (38-1-1, 34 KO), champion WBA et WBC poids moyens, s'incline aux points contre Saul Alvarez (50-1-2, 34 KO).
- 22/09/18 : Anthony Joshua (22-0, 21 KO), champion WBA, IBF et WBO poids lourds, bat par arrêt de l'arbitre au 7e round Alexander Povetkin (34-2, 24 KO).
- 24/09/18 : Sho Kimura (17-2-2, 10 KO), champion WBO poids mouches, s'incline aux points contre Kosei Tanaka (12-0, 7 KO).
- 28/09/18 : George Groves (28-4, 20 KO), champion WBA poids super-moyens, perd par KO au 7e round contre Callum Smith (25-0, 18 KO).
- 28/09/18 : Jerwin Ancajas (30-1-2, 20 KO), champion IBF poids super-mouches, fait match nul contre Alejandro Santiago Barrios (16-2-5, 7 KO).

### Octobre
- 06/10/18 : Wisaksil Wangek (47-4-1, 41 KO), champion WBC poids super-mouches, bat aux points Iran Diaz (14-3-3, 6 KO).
- 06/10/18 : Daniel Roman (26-2-1, 10 KO), champion WBA poids super-coqs, bat par arrêt de l'arbitre au 10e round Gavin McDonnell (20-2-2, 5 KO).
- 06/10/18 : Artur Beterbiev (13-0, 13 KO), champion IBF poids mi-lourds, bat par KO au 4e round Callum Johnson (17-1, 12 KO).
- 07/10/18 : Ken Shiro (14-0, 8 KO), champion WBC poids mi-mouches, bat par arrêt de l'arbitre au 7e round  Milan Melindo (37-4, 13 KO).
- 07/10/18 : Kiryl Relikh (22-2, 19 KO), champion WBA poids super-légers, bat aux points Eduard Troyanovsky (27-2, 24 KO).
- 13/10/18 : Zolani Tete (28-3, 21 KO), champion WBO poids coqs, bat aux points Misha Aloyan (4-1, 0 KO).
- 13/10/18 : Terence Crawford (34-0, 25 KO), champion WBO poids welters, bat par arrêt de l'arbitre au 12e round Jose Benavidez (27-1, 18 KO).
- 13/10/18 : Ángel Acosta (19-1, 19 KO), champion WBO poids mi-mouches, bat par KO au 2e round Abraham Rodriguez (23-2, 11 KO).
- 20/10/18 : Emmanuel Rodríguez (19-0, 12 KO), champion IBF poids coqs, bat aux points Jason Moloney (17-1, 14 KO).
- 20/10/18 : Tevin Farmer (27-4-1, 6 KO), champion IBF poids super-plumes, bat par KO au 5e round James Tennyson (22-3, 18 KO).
- 20/10/18 : Demetrius Andrade (26-0, 16 KO) bat aux points Walter Kautondokwa (17-1, 16 KO) pour le titre vacant de champion WBO poids moyens.
- 27/10/18 : Daniel Jacobs (35-2, 29 KO) bat aux points Sergiy Derevyanchenko (12-1, 10 KO) pour le titre vacant de champion IBF poids moyens.
- 27/10/18 : Ivan Baranchyk (19-0, 12 KO) bat par abandon au 7e round Anthony Yigit (21-1-1, 7 KO) pour le titre vacant de champion IBF poids super-légers.
- 29/10/18 : Félix Alvarado (34-2, 30 KO) bat par arrêt de l'arbitre au 7e round Randy Petalcorin (29-3-1, 22 KO) pour le titre vacant de champion IBF poids mi-mouches.

### Novembre
- 03/11/18 : Ryan Burnett (19-1, 9 KO), champion WBA poids coqs, perd par abandon au 4e round contre Nonito Donaire (39-5, 25 KO).
- 03/11/18 : Miguel Berchelt (35-1, 31 KO), champion WBC poids super-plumes, bat par arrêt de l’arbitre au 9e round Miguel Roman (60-13, 47 KO).
- 10/11/18 : Oleksandr Usyk (16-0, 12 KO), champion unifié poids lourds-légers, bat par arrêt de l’arbitre au 8e round Tony Bellew (30-3-1, 20 KO).
- 16/11/18 : Maurice Hooker (25-0-3, 17 KO), champion WBO poids super-légers, bat par arrêt de l’arbitre au 7e round Alex Saucedo (28-1, 18 KO).
- 24/11/18 : Khalid Yafai (25-0, 15 KO), champion WBA poids super-mouches, bat aux points Israel Gonzalez (23-3, 10 KO).
- 24/11/18 : Dmitry Bivol (15-0, 11 KO), champion WBA poids mi-lourds, bat aux points Jean Pascal (33-6-1, 20 KO).
- 29/11/18 : Thammanoon Niyomtrong (19-0, 7 KO), champion WBA poids pailles, bat aux points Byron Rojas (23-4-3, 11 KO).

### Décembre
- 01/12/18 : Carlos Licona (14-0, 2 KO) bat aux points Mark Anthony Barriga (9-1, 1 KO) et s'empare de la ceinture vacante des poids pailles IBF.
- 01/12/18 : Deontay Wilder (40-0-1, 39 KO), champion WBC poids lourds, fait match nul contre Tyson Fury (27-0-1, 19 KO).
- 01/12/18 : Adonis Stevenson (29-2-1, 24 KO), champion WBC poids mi-lourds, perd par KO au 11e round contre Oleksandr Gvozdyk (16-0, 13 KO).
- 01/12/18 : Jarrett Hurd (23-0, 16 KO), champion WBA & IBF poids super-welters, bat par KO au 4e round Jason Welborn (24-7, 7 KO).
- 08/12/18 : Vasyl Lomachenko (12-1, 9 KO), champion WBA poids légers, bat aux points José Pedraza (25-2, 12 KO), champion WBO.
- 08/12/18 : Isaac Dogboe (20-1 14 KO), champion WBO poids super-coqs, perd aux points contre Emanuel Navarrete (26-1, 22 KO).
- 14/12/18 : Gilberto Ramirez (39-0, 25 KO), champion WBO poids super-moyens, bat aux points Jesse Hart (25-2, 21 KO).
- 15/12/18 : Tevin Farmer (28-4-1, 6 KO), champion IBF poids super-plumes, bat aux points Francisco Fonseca (22-2-1, 16 KO).
- 15/12/18 : Artem Dalakian (18-0, 13 KO), champion WBA poids mouches, bat par arrêt de l'arbitre au 6e round Gregorio Lebron (21-5, 16 KO).
- 22/12/18 : Josh Warrington (28-0, 6 KO), champion IBF poids plumes, bat aux points Carl Frampton (26-2, 15 KO).
- 22/12/18 : Cristofer Rosales (28-4, 19 KO), champion WBC poids mouches, perd aux points contre Charlie Edwards (14-1, 6 KO).
- 22/12/18 : Jermell Charlo (31-1, 15 KO), champion WBC poids super-welters, perd aux points contre Tony Harrison (28-2, 21 KO).
- 30/12/18 : Masayuki Ito (25-1-1, 13 KO), champion WBO poids super-plumes, bat par arrêt de l'arbitre au 7e round Evgeny Chuprakov (20-1, 10 KO).
- 30/12/18 : Ken Shiro (15-0, 8 KO), champion WBC poids mi-mouches, bat aux points Saul Juarez (24-9-2, 13 KO).
- 31/12/18 : Moruti Mthalane (37-2, 25 KO), champion IBF poids mouches, bat par arrêt de l'arbitre au 10e round Masahiro Sakamoto (13-2, 9 KO).
- 31/12/18 : Hekkie Budler (32-4, 10 KO), champion WBA poids mi-mouches, perd par arrêt de l'arbitre au 11e round contre Hiroto Kyoguchi (12-0, 9 KO).
- 31/12/18 : Donnie Nietes (42-1-5, 23 KO) bat aux points Kazuto Ioka (23-2, 13 KO) pour le titre vacant de champion WBO poids super-mouches.

## Boxe amateur
- Du 5 au 14 avril : compétitions de boxe aux Jeux du Commonwealth de 2018.
- Du 25 au 30 juin : compétitions de boxe aux Jeux méditerranéens de 2018.
- Du 24 août au 1er septembre : compétitions de boxe aux Jeux asiatiques de 2018.
- Du 7 au 18 octobre : compétitions de boxe aux Jeux olympiques de la jeunesse de 2018.

## Principaux décès
- 21 janvier : Chartchai Chionoi, boxeur thaïlandais champion du monde des poids mouches WBC (1966) et WBA (1973), 75 ans[1].
- 30 mars : Aureliano Bolognesi, boxeur italien champion olympique aux Jeux d'Helsinki en 1952, 87 ans[2].
- 4 septembre : Marijan Beneš, boxeur yougoslave champion d'Europe amateur et professionnel en 1973 et 1979, 67 ans[3].
- 1er octobre : Graciano Rocchigiani, boxeur italien champion du monde IBF des poids super-moyens en 1998, 54 ans[4].
- 3 décembre : Markus Beyer, boxeur allemand champion du monde WBC des poids super-moyens en 1999, 2003 et 2004, 47 ans[5].

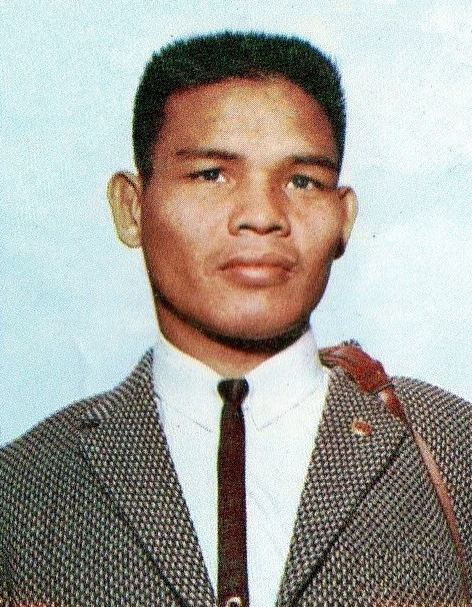
Chartchai Chionoi en 1968
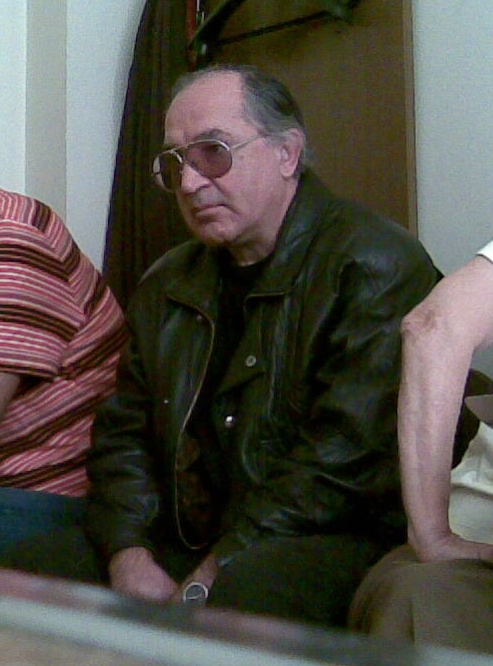
Marijan Beneš en 2009
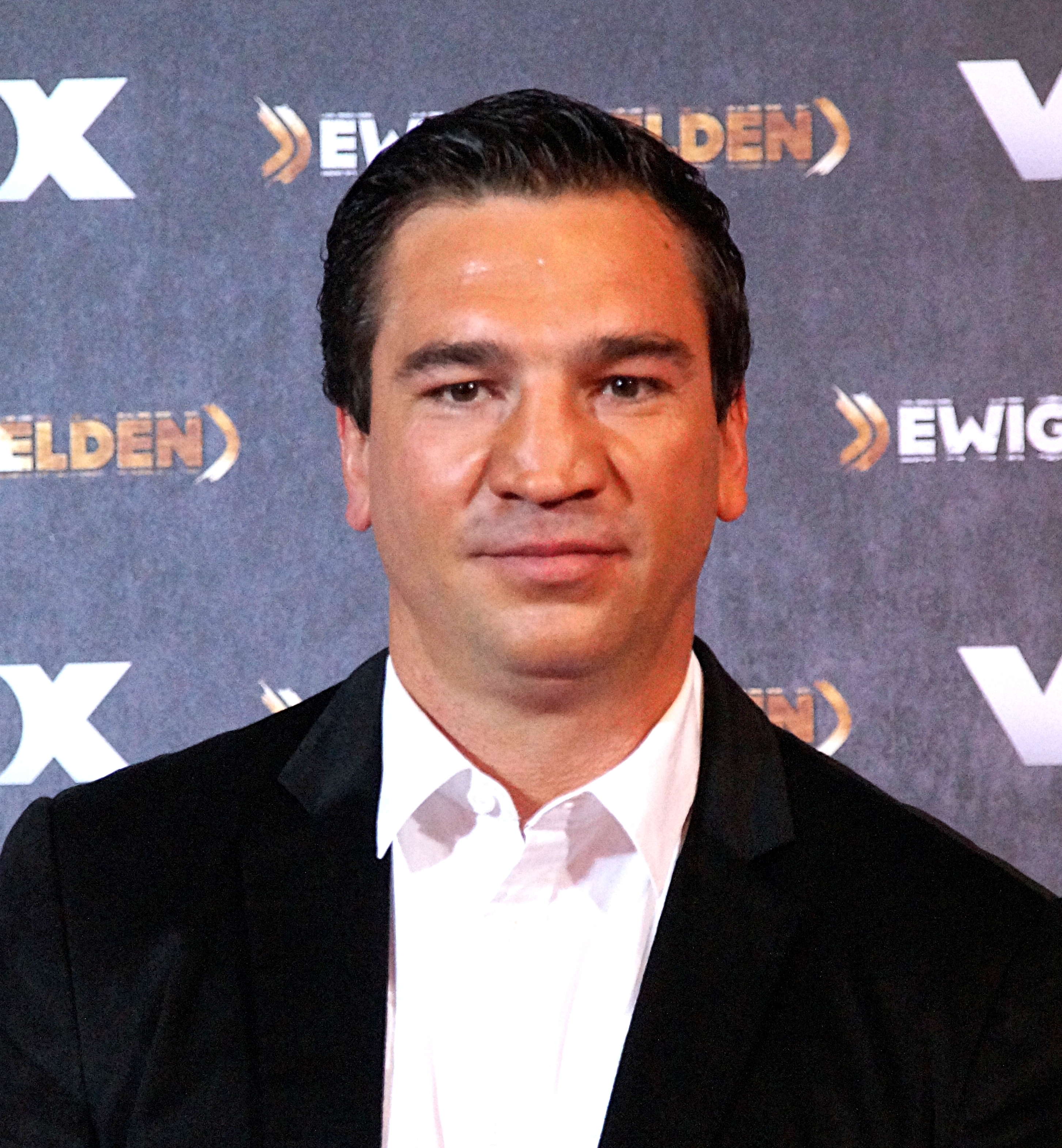
Markus Beyer en 2015
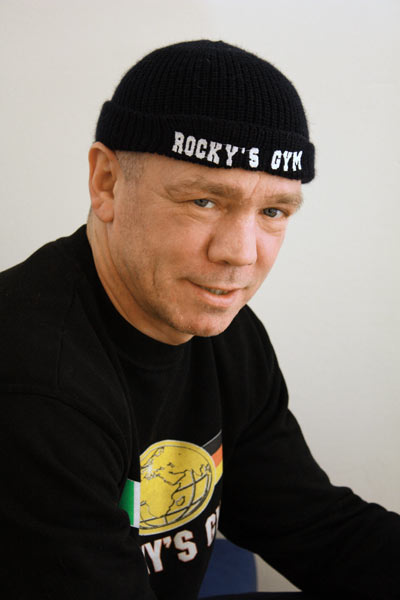
Graciano Rocchigiani en 2009